# چون یانگ شی
چون یانگ-شی (Chun Yang-hsi) تکواندوکار تایوانی است. وی در مسابقات قهرمانی تکواندو جهان ۱۹۸۹ در سئول، پس از شکست در برابر یونگ وان سوک، در مسابقهٔ نیمه نهایی، در دسته سنگین‌وزن برنده مدال برنز شد. او همچنین در مسابقات قهرمانی تکواندو جهان ۱۹۹۱ در آتن رقابت کرد و به مرحله یک چهارم نهایی رسید.